# Friedel Meinecke
Friedel Meinecke (* 16. November 1943 in Bielen) ist ein deutscher Politiker der SPD und war von 1998 bis zur Landtagswahl 2002 Mitglied im Landtag von Sachsen-Anhalt.

## Leben und Beruf
Meinecke begann nach dem Abitur 1962 ein Studium der Landwirtschaftswissenschaften an der Martin-Luther-Universität Halle-Wittenberg.
Im Anschluss war er von 1968 bis 1970 im Institut für Getreideforschung Bernburg-Strenzfeld. Ab 1971 war Meinecke Fachschullehrer an der Agraringenieurschule Biendorf. 1977 studierte er an der Karl-Marx-Universität Leipzig Fachschulpädagogik.
Meinecke hat zwei Kinder.

## Partei
Im Februar 1990 trat er in die SPD ein.
Meinecke war von 1991 bis 1993 Vorsitzender des SPD-Unterbezirks Börde-Anhalt. Ab 1997 war er lange Jahre Vorsitzender des SPD-Kreisverbandes Bernburg.

## Abgeordneter
Meinecke gehörte von 1990 bis zur Kreisreform 2007 dem Kreistag von Bernburg an.
Meinecke war von 1998 bis 2002 Landtagsabgeordneter. Er vertrat den Wahlkreis Bernburg (Saale) und war Mitglied im Ausschuss für Ernährung, Landwirtschaft und Forsten. Zur Kommunalwahl am 26. Mai 2019 wurde er erneut in den Kreistag des Salzlandkreises, in den Stadtrat Bernburg (Saale) und in den Ortschaftsrat Biendorf als Vertreter der SPD gewählt. Gegenwärtig ist er Vorsitzender des SPD-Ortsvereins Bernburg und Umgebung.

## Sonstiges
- Meinecke ist Gründungsmitglied des „Bernburger Bündnis für Demokratie und Toleranz - gegen Rechtsextremismus und Gewalt“